# War & Peace (televisieserie)
War & Peace is een zesdelige historische dramaserie die voor het eerst werd uitgezonden op 3 januari 2016 op BBC One. De miniserie is gebaseerd op de roman Oorlog en vrede uit 1869 van Lev Tolstoj. Op 13 februari 2016 verscheen War & Peace op BBC First.

## Verhaal
De dramaserie draaide om vijf aristocratische families en concentreerde zich op de driehoeksverhouding tussen Natasha Rostova, Andrei Bolkonsky en Pierre Bezukhov. 

## Rolverdeling
- Paul Dano als Pierre Bezukhov
- Lily James als Natasha Rostova
- James Norton als Andrei Bolkonsky
- Jessie Buckley als Marya Bolkonskaya
- Jack Lowden als Nikolai Rostov
- Aisling Loftus als Sonya Rostova
- Tom Burke als Fyodor Dolokhov
- Tuppence Middleton als Hélène Kuragina
- Callum Turner als Anatole Kuragin
- Adrian Edmondson als graaf Ilya Rostov
- Rebecca Front als Anna Mikhaylovna Drubetskaya
- Greta Scacchi als gravin Natalya Rostova
- Aneurin Barnard als Boris Drubetskoy
- Mathieu Kassovitz als Napoleon Bonaparte
- Stephen Rea als Prins Vassily Kuragin
- Brian Cox als generaal Mikhail Kutuzov
- Ken Stott als Osip Alexeevich Bazdeev
- Kenneth Cranham als oom Mikhail
- Gillian Anderson als Anna Pavlovna Scherer
- Jim Broadbent als Prins Nikolai Bolkonsky
- Adrian Rawlins als Platon Karataev
- Ben Lloyd-Hughes als Alexander I
- Chloe Pirrie als Julie Karagina
- Terence Beesley als Generaal Bennigsen
- Pip Torrens als Prins Bagration
- Ludger Pistor als generaal Mack

## Prijzen en nominaties
War & Peace won 2 prijzen en ontving 16 nominaties, waarvan de belangrijkste:
| Jaar | Prijs            | Categorie                                                                                                | Ontvangstnemer(s)                                              | Uitslag     |
| ---- | ---------------- | --- | -------------------------------------------------------------- | ----------- |
| 2016 | Emmy Awards      | Beste muziekcompositie voor een miniserie, film of special (originele dramatische muziek), voor "Part 1" | Martin Phipps                                                  | Genomineerd |
| 2017 | BAFTA Awards     | Beste dramaserie                                                                                         | BBC One                                                        | Genomineerd |
| 2017 | BAFTA Awards     | Beste televisiemuziek                                                                                    | Martin Phipps                                                  | Genomineerd |
| 2017 | BAFTA Awards     | Beste grime en haarstijl                                                                                 | Jacqueline Fowler                                              | Genomineerd |
| 2017 | BAFTA Awards     | Beste productieontwerp                                                                                   | Chris Roope                                                    | Gewonnen    |
| 2017 | BAFTA Awards     | Beste geluid: fictie                                                                                     | Chris Ashworth, Lee Walpole, Stuart Hilliker & Jeff Richardson | Genomineerd |
| 2017 | BAFTA Awards     | Beste speciale, visuele en grafische effecten                                                            | Jens Döldissen & Simone Grattarola                             | Genomineerd |
| 2017 | Satellite Awards | Beste actrice in een televisiefilm of miniserie                                                          | Lily James                                                     | Genomineerd |